# Comuna de Reao
Reao és una comuna de la subdivisió Tuamotu-Gambier de la Polinèsia Francesa, situada a l'est de l'arxipèlag.
Consta de dues comunes associades formades per dos atols: Reao i Pukarua.
| Illes          | Capital      | Habitants (2007) | Superfície (km²) | Llacuna (km²) | Coordenades                                |
| -------------- | ------------ | ---------------- | ---------------- | ------------- | ------------------------------------------ |
| Reao           | Tapuarava    | 360              | 11               | 34            | 18° 31′ S, 136° 22′ O / 18.517°S,136.367°O |
| Pukarua        | Marautagaroa | 207              | 7                | 23            | 18° 19′ S, 137° 1′ O / 18.317°S,137.017°O  |
| Comuna de Reao | Tapuarava    | 567              | 18               | 57            |                                            |